# Maj Kovačevič
Maj Kovačevič (Novo Mesto, 30 de marzo de 1990) es un baloncestista profesional esloveno. Con 1,90 metros de estatura, juega en la posición de alero en las filas del Real Valladolid Baloncesto de la Liga LEB Oro. 

## Trayectoria deportiva
Kovačevič nació en Novo Mesto y se formó en la cantera del KK Krka, con el que debutó en 2006 en la 1. A SKL y jugó durante cuatro temporadas hasta 2010. Más tarde, jugaría en diversos equipos de la primera división eslovena como Zlatorog Laško, Geoplin Slovan, SPU Nitra y  Komárno. 
En 2014, tras 13 temporada en la primera división eslovena, Kovačevič salió de su país y firmó por el Pagrati B.C. de la segunda categoría del baloncesto griego, con el que promedió 12.5 puntos por partido. 
En la temporada 2015-16, aterrizó en Bosnia para jugar en las filas del HKK Široki. 
En la siguiente temporada, firmó por el KK Zadar de la A1 Liga, pero regresó a Eslovenia en calidad de cedido para jugar en el Helios Suns, con el que disputó tres partidos de la Basketball Champions League, registrando 8.7 puntos con encuentro durante la temporada 2016-17.
En la temporada 2017-18, regresa al KK Krka de la 1. A SKL.
En 2018, firma por dos temporadas con el KK Split de la A1 Liga. En la temporada 2020-21, firma por el KK Gorica croata y también jugó en el Alliance Sport Alsace de la LNB Pro B francesa, con el que promedió 9 puntos por partido. Tras su paso por la liga gala, en la temporada 2021-22 Maj retornó a Croacia para jugar en el KK Split de la A1 Liga, compaginando la liga doméstica con participación también en la Liga Adriática.
En la temporada 2022-23, firma por el Basket Spresiano Maserada, club italiano que compite en categorías modestas, ciudad en la que permanecía junto a su pareja, la croata Nina Dedic, jugadora de baloncesto internacional, que jugaría en el San Martino de la máxima categoría de aquel país. 
El 28 de noviembre de 2022, firma por el Real Valladolid Baloncesto de la Liga LEB Oro, hasta el final de la temporada 2022-23.

### Selección nacional
Ha sido internacional, con las categorías inferiores de la Selección de baloncesto de Eslovenia en categoría sub-16 y sub-20, llegando a disputar varios campeonatos europeos.